# Persone di cognome Touré
| Questa pagina contiene informazioni ricavate automaticamente dalle voci biografiche con l'ausilio del template Bio e di un bot. L'aggiornamento è periodico e automatico e ricostruisce completamente la pagina. Se manca una persona in questa lista, sei pregato di non aggiungerla, ma accertati piuttosto che la sua voce biografica contenga il template Bio e che i dati anagrafici siano correttamente compilati. Se il template Bio manca, inseriscilo tu stesso o, in alternativa, metti l'avviso {{tmp\|Bio}} che ne segnala la mancanza. Se i dati riportati sono sbagliati, correggi direttamente la voce biografica; le modifiche saranno visibili in questa lista entro pochi giorni. Per chiarimenti vedi il progetto antroponimi. La lista contiene solo le 52 persone che sono citate nell'enciclopedia e per le quali è stato implementato correttamente il template Bio. Pagina aggiornata al 23 giu 2025. |

Questa è una lista di persone presenti nell'enciclopedia che hanno il cognome Touré, suddivise per attività principale.

## Allenatori di calcio(2)
- Yaya Touré, allenatore di calcio e ex calciatore ivoriano (Bouaké, n. 1983)
- Kolo Touré, allenatore di calcio e ex calciatore ivoriano (Bouaké, n. 1981)

## Allenatori di pallacanestro(1)
- Pape Moussa Touré, allenatore di pallacanestro senegalese (Thiès, † 2021)

## Calciatori(27)
- Blati Touré, calciatore burkinabé (Bouaké, n. 1994)
- Ibrahima Touré, ex calciatore senegalese (Dakar, n. 1985)
- Sékou Touré, calciatore ivoriano (Bouaké, n. 1934 - † 2003)
- Bassala Touré, ex calciatore maliano (Bamako, n. 1976)
- Abdoulaye Touré, calciatore guineano (Nantes, n. 1994)
- Alassane Touré, calciatore francese (Parigi, n. 1989)
- Alioune Touré, ex calciatore francese (Saint-Denis, n. 1978)
- Almamy Touré, calciatore maliano (Bamako, n. 1996)
- Amadou Touré, ex calciatore burkinabé (Bujumbura, n. 1982)
- Assimiou Touré, ex calciatore togolese (Sokodé, n. 1988)
- Bazoumana Touré, calciatore ivoriano (n. 2006)
- Birama Touré, calciatore maliano (Kayes, n. 1992)
- El Bilal Touré, calciatore maliano (Adjamé, n. 2001)
- Ibrahim El Hadji Touré, ex calciatore senegalese (Senegal, n. 1983)
- Idrissa Touré, calciatore tedesco (Berlino, n. 1998)
- José Touré, ex calciatore francese (Nancy, n. 1961)
- Larsen Touré, ex calciatore francese (Brest, n. 1984)
- Mady Touré, ex calciatore guineano (Conakry, n. 1958)
- Malick Touré, calciatore maliano (Bamako, n. 1995 - † 2024)
- Mame Ibra Touré, ex calciatore senegalese (n. 1971)
- Mamam Cherif Touré, ex calciatore togolese (Mango, n. 1981)
- Mohamed Touré, calciatore ivoriano (Abidjan, n. 1997)
- Mohamed Touré, calciatore australiano (Conakry, n. 2004)
- Isaak Touré, calciatore francese (Gonesse, n. 2003)
- Thomas Touré, calciatore francese (Grasse, n. 1993)
- Youssouf Touré, calciatore francese (Saint-Denis, n. 1986)
- Zargo Touré, calciatore senegalese (Dakar, n. 1989)

## Cantanti(4)
- Francesca Touré, cantante italiana (Milano, n. 1972)
- Ali Farka Touré, cantante e chitarrista maliano (Kanau, n. 1939 - Bamako, † 2006)
- Vieux Farka Touré, cantante e chitarrista maliano (Niafunké, n. 1981)
- Daby Touré, cantante mauritano (Boutilimit, n. 1971)

## Cestiste(4)
- Kadiatou Touré, ex cestista maliana (Markala, n. 1983)
- Khar Touré, ex cestista senegalese (Khombole, n. 1956)
- Mamignan Touré, cestista francese (Nevers, n. 1994)
- Oumou Touré, cestista senegalese (Dakar, n. 1988)

## Cestisti(4)
- Babacar Touré, ex cestista senegalese (Kaolack, n. 1985)
- Hervé Touré, ex cestista francese (Lione, n. 1982)
- Mohamed Touré, cestista italiano (Angera, n. 1992)
- Boubacar Touré, cestista senegalese (Dakar, n. 1995)

## Giocatori di calcio a 5(2)
- Mamadou Touré, giocatore di calcio a 5 francese (Sèvres, n. 2001)
- Mamadou Touré, giocatore di calcio a 5 francese (n. 1998)

## Ingegneri(1)
- Hamadoun Touré, ingegnere maliano (Mali, n. 1953)

## Lunghisti(1)
- Cheikh Touré, ex lunghista senegalese (Dakar, n. 1970)

## Nuotatori(1)
- Oumar Touré, nuotatore maliano (n. 1996)

## Nuotatrici(1)
- Assita Touré, ex nuotatrice ivoriana (Treichville, n. 1992)

## Politiche(1)
- Aminata Touré, politica senegalese (Dakar, n. 1962)

## Politici(3)
- Ahmed Sékou Touré, politico guineano (Faranah, n. 1922 - Cleveland, † 1984)
- Amadou Toumani Touré, politico e generale maliano (Mopti, n. 1948 - Istanbul, † 2020)
- Sidya Touré, politico guineano (n. 1945)